# Chryse Planitia
Chryse Planitia (do grego: "Planície Dourada") é uma planície circular ao norte do Equador de Marte, a leste da região de Tharsis. Ela jaz entre os quadrângulos de Lunae Palus, Oxia Palus, e Mare Acidalium. O diâmetro da planície é de 1600 km, e sua altitude é 2,5 km mais baixa do que a média do planeta. Acredita-se que a planície seja uma antiga cratera de impacto; ela também possui diversas características em comum com os mare da Lua, por exemplo, presença de dorsii.

A planície mostra evidências de antiga erosão causada por água, e é o final de diversos canais secos que fluem das terras altas no sul, das laterais do platô de Tharsis, e do Valles Marineris. o Ares Vallis "flui" para leste em direção a Chryse. Diversos vales de rio descobertos nesta planície pelo Programa Viking geraram forte evidência para a existência de uma grande quantidade de água líquida na superfície de Marte no passado.

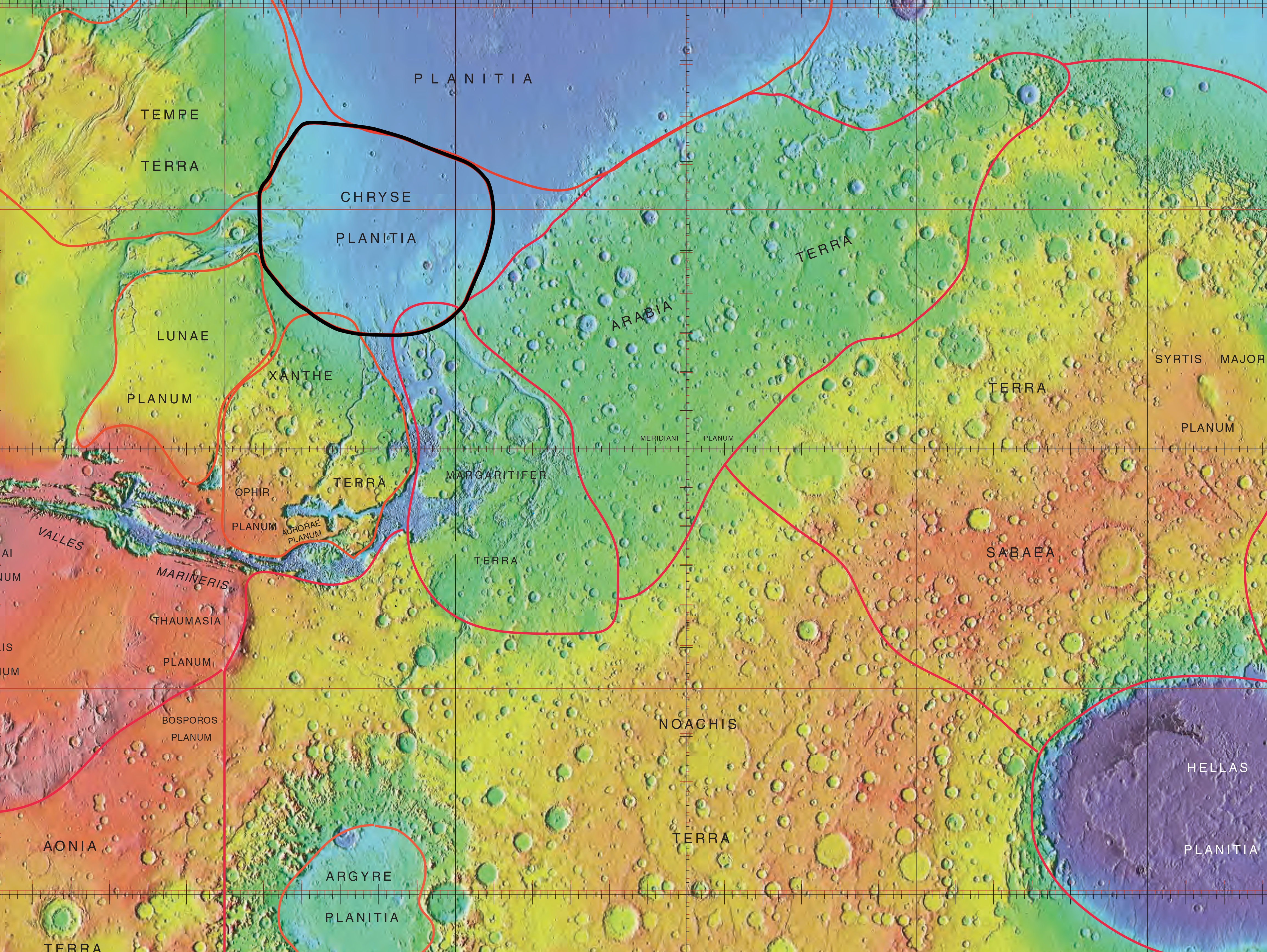
A planície destacada em um mapa topográfico de marte feito pelo Serviço Geológico dos Estados Unidos.
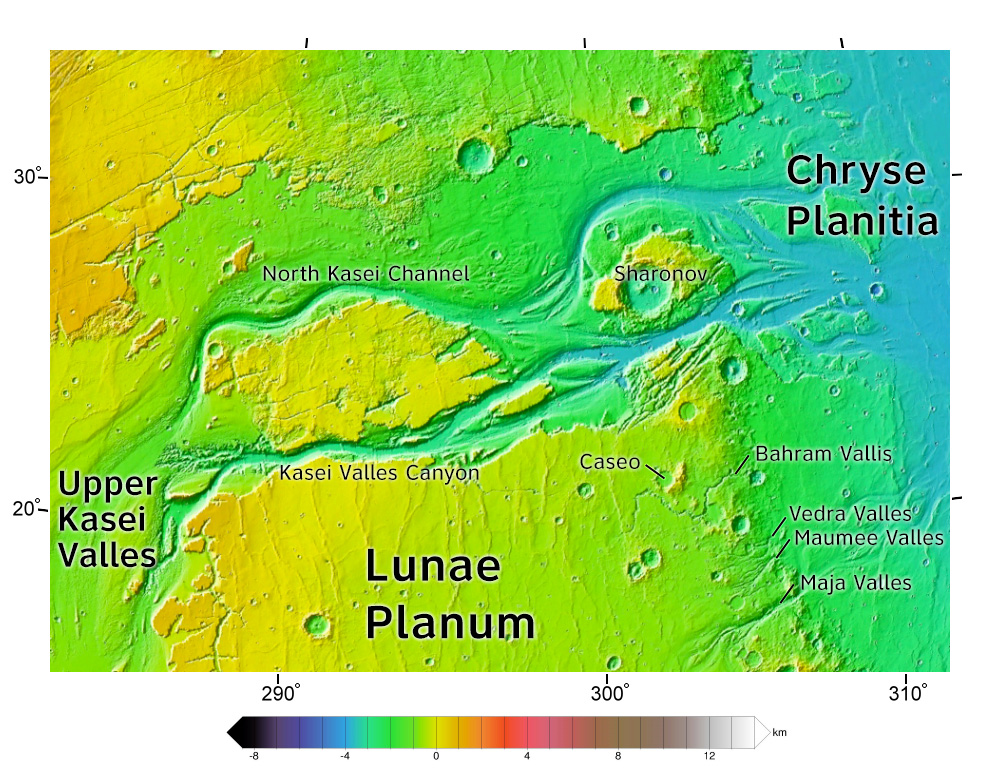
Diversos vales de rios no Quadrângulo de Lunae Palus, que outrora desaguavam na Chryse Planitia.